# Ivins (Utah)
Ivins je město v okresu Washington County ve státě Utah ve Spojených státech amerických. K roku 2010 zde žilo 6 750 obyvatel. S celkovou rozlohou 26,2 km² byla hustota zalidnění 268,5 obyvatel na km².